# Бабешница
Бабешница је насељено мјесто у општини Модрича, Република Српска, БиХ. Према попису становништва из 1991. у насељу је живјело 147 становника.

## Становништво
| Демографија | Демографија | Демографија |
| Година      | Становника  | Становника  |
| ----------- | ----------- | ----------- |
| 1948.       | 109         |             |
| 1953.       | 135         |             |
| 1961.       | 133         |             |
| 1971.       | 163         |             |
| 1981.       | 705         |             |
| 1991.       | 146         |             |